# Most Bolszeochtinskij

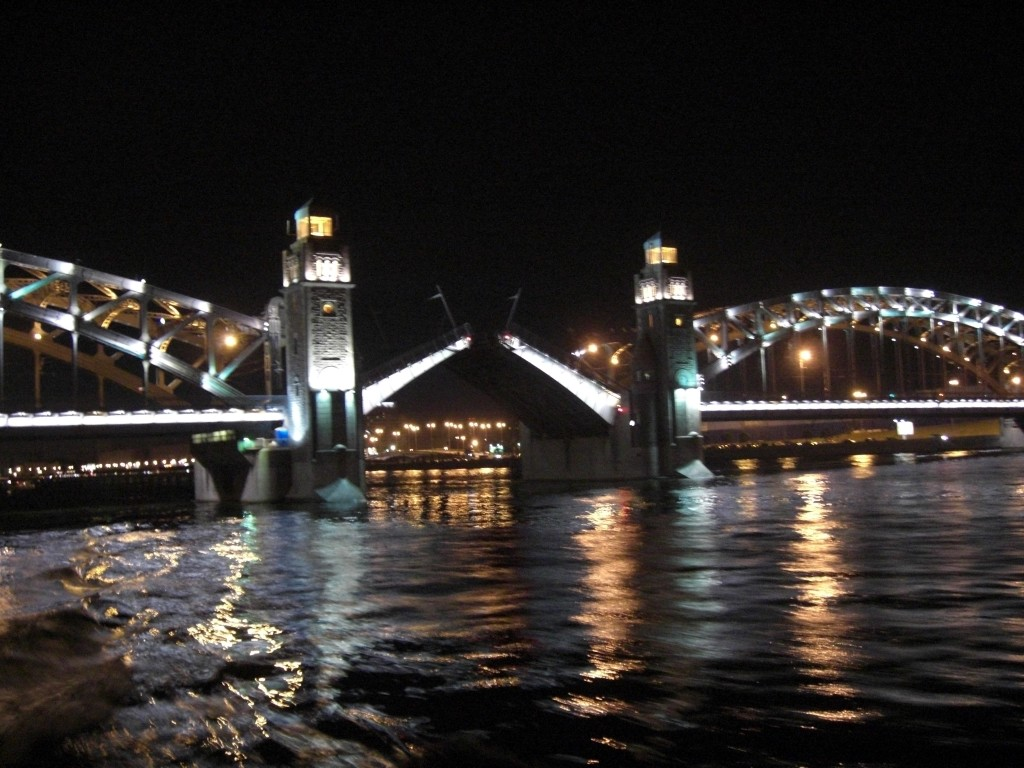
Widok na przęsło zwodzone mostu w nocy

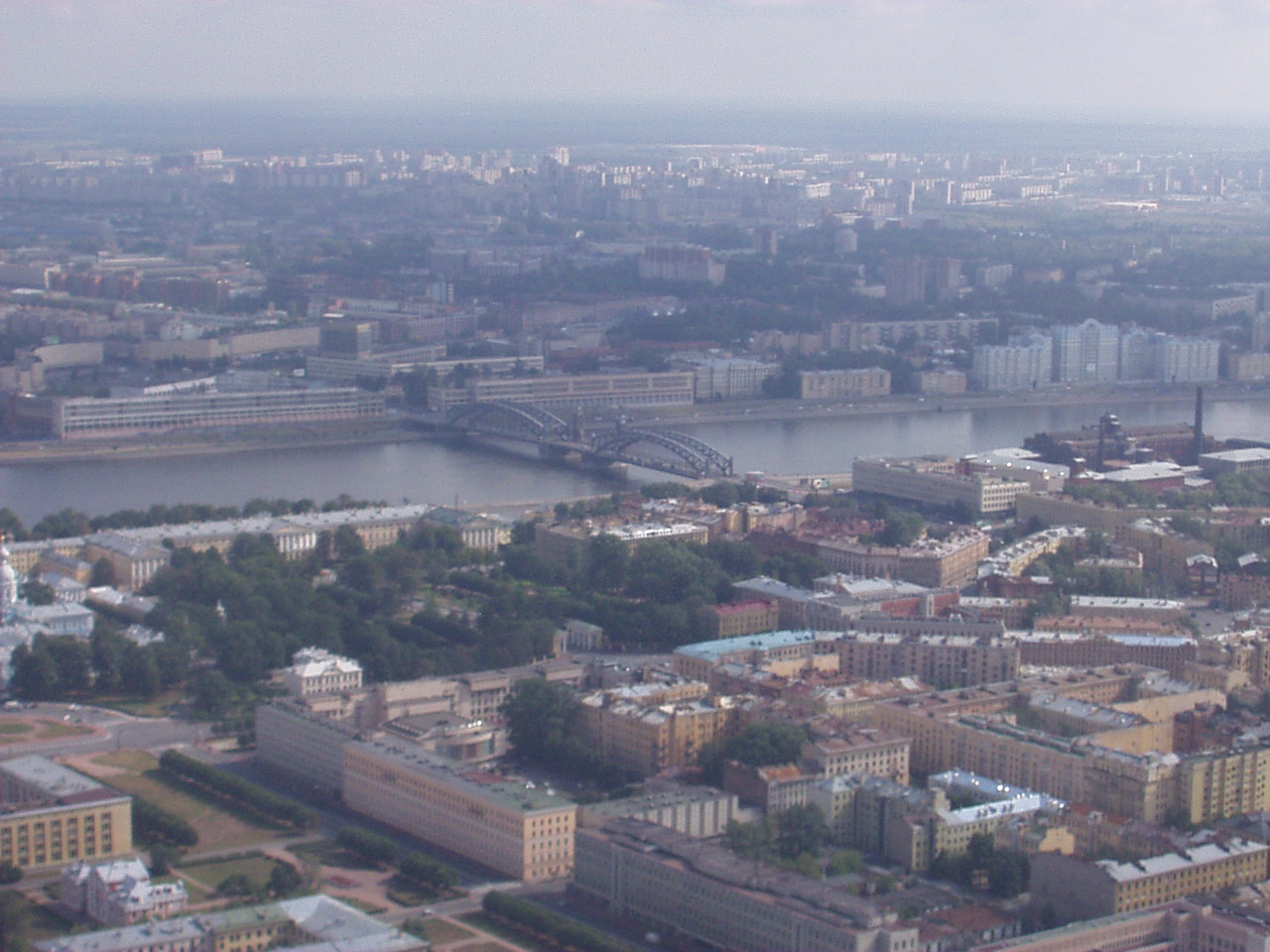
Panorama mostu na tle Petersburga

Most Bolszeochtinskij (ros: Большеохтинский мост, w latach 1909–1917 Most Piotra Wielkiego (ros. Мост Петра́ Вели́кого), 1917–1956 Most Bolszeochtienskij (ros. Большеохтенский мост) – most stalowy, konstrukcji ażurowej, trójprzęsłowy, wzniesiony w latach 1907–1911 na rzece Newie w Petersburgu, w Rosji. Most ma długość 334,8 metra, oraz szerokość całkowita około 23 metrów. Składa się z dwóch przęseł jednakowej długości, które łączą się na środku mostu trzecim przęsłem będącym jednocześnie dwuskrzydłowym mostem zwodzonym, otwieranym w czasie żeglugi statków po rzece.

## Historia
Pomysł budowy mostu przez rzekę Newę pojawił się po raz pierwszy już w 1829 roku, lecz nie został zrealizowany. Ponownie kwestia budowy mostu wróciła w 1860 roku. Wybór miejsca na budowę było przedmiotem długich dyskusji, zwłaszcza w kwestii swobodnej żeglugi po rzece. Decyzje o budowie mostu podjęła rada miasta 5 czerwca 1885 roku, a ostateczną pełnoprawną decyzje podjęto 22 stycznia 1900 roku. Rok po wydaniu ostatecznej decyzji w sprawie zagospodarowania terenu pod budowę mostu, Rada Miasta Sankt Petersburga ogłosiła międzynarodowy konkurs na projekt mostu przecinającego Newę. W konkursie wzięło udział wielu inżynierów z Austrii, Hiszpanii, Francji, Niemiec, Holandii, Węgier, USA, a także z samej Rosji.
Konkurs na projekt mostu wygrało dwóch rosyjskich inżynierów wojskowych: prof. Grigori Kriwoszein oraz prof. Władimir Apyszkow, którzy zaproponowali trójprzęsłowy most wyposażony w ruchome przęsło na środku kanału mogące otwierać się w celu swobodnego przepuszczania statków. Ostatecznie budowę mostu rozpoczęto 24 września 1907 roku. Bezpośrednio przyczyniała się do tego katastrofa parowca Archangielsk, który wówczas zatonął przewożąc pasażerów z jednego brzegu na drugi. Prace budowlane trwały 4 lata, od 1907 do 1911 roku, stalowe elementy zostały wyprodukowane w Warszawie, w hutniczej Firmie Braci Ruckich, a następnie przetransportowane na plac budowy. O pochodzeniu tych elementów i historii mostu można przeczytać na pamiątkowej tablicy odlanej z brązu umieszczonej na pylonie przy deptaku dla pieszych. Przeprawę otwarto dla ruchu 26 października 1911 roku, ale prace na moście trwały jeszcze w 1913 roku. Koszt wszystkich prac wyniósł 4,4 mln rubli. W latach od 1909 do 1917 roku most funkcjonował pod nazwą "Most Piotra Wielkiego", a następnie w latach od 1911 do 1956 roku pod nazwą "Bolszeochtienskij Most". Obecnie obie nazwy są używane przez mieszkańców.
Według legendy jeden z zacisków łączących stalowe elementy wykonany jest ze złota.